# Rubus rhombicus
Rubus rhombicus es una especie de planta del género Rubus, perteneciente a la familia Rosaceae.

## Taxonomía
Rubus rhombicus fue descrita por H. E. Weber en 1997.

## Distribución
Se encuentra en el territorio de Europa central.